# V形褶皱
V形褶皱（英語：Chevron）

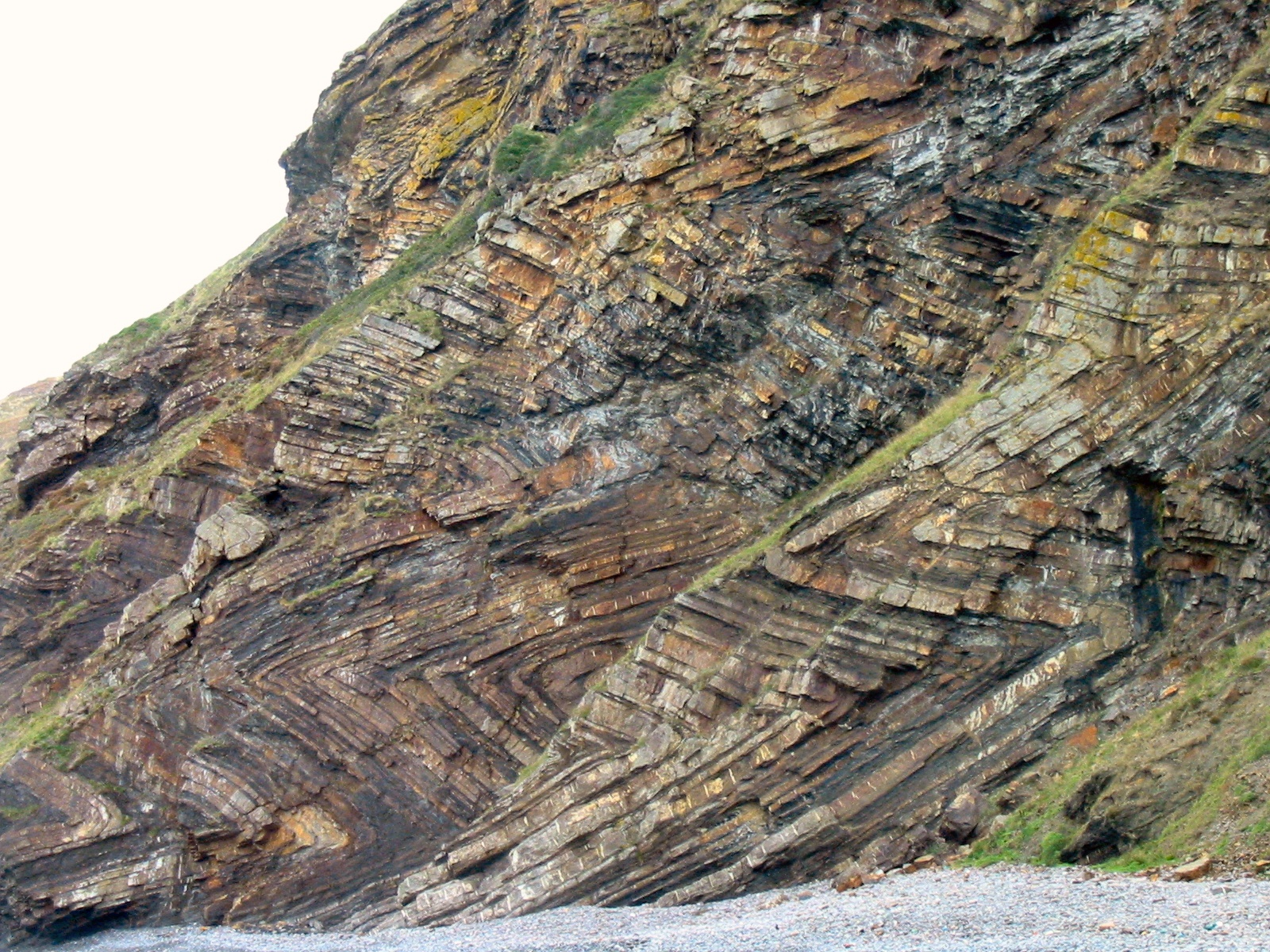
具水平軸面的V形褶皱，地點：Millook Haven, North Cornwall, UK

是一種褶皱結構，具有上下一致重複的折疊層，具有直的褶皱翼和成銳角的褶皱背脊。 若發育良好，這些褶皺兩翼形成 V 形狀相交。 其相交角度通常為 60 度或更小。 它們是受壓縮應力而造成。 構成V形褶皱的岩層通常是由交替不同强度的岩層組成。例如濁積岩的組成，一般以交替的高强度砂岩和低强度頁岩組成。
褶皱的延續是不受幾何限制。 若有適當的地層，V形褶皱就可由壓縮應力造成 。

## 褶皱過程
在壓縮應力下，地質岩石層以褶皱以最大程度地減少能量耗散。在不受約束情況下，褶皱以最小彎曲來實現，從而形成正弦幾何形狀。在一套地層序列中，每一層位在幾何和物理上都受到其鄰居層位的限制。爲了必須保持層位的相似性， 以及保持正弦幾何形狀，强度較差的層位受擠壓將會流動。因而在局部造成褶皱翼是直的背脊。 根據能量的耗散，V形褶皱比正弦褶皺耗散能量較小，因為它減少了延性流動，並減少了局部彎曲。  V形褶皱的發展分為四個階段：正弦形成核、同心折疊、伸直褶皱翼/銳角化褶皱背脊和收緊褶皺。 褶皱翼角接近 60 度時，因摩擦力而限制了，强度較差的層位的簡單剪切和流動變形，但有利於整個地層複合體的純剪切。 因此，當角度接近 60 度時，V形褶皱開始穩定。

## 影響褶皱的因素
V形褶皱的形成。是由于地層由高强度地層和低强度地層的交互地層組成。而且高强度地層的恆定厚度，有助於V形褶皱的穩定性，但低强度地層的厚度對穩定性無影響。高强度地層厚度和長度之間的 1:10 比率似乎是形成V形褶皱所需的啓動值。若比率太小則需要在低强度地層中有過多的流動。不利V形褶皱的形成。若長厚比值高加上低的高强度地層和低强度地層厚度比值低，具不規則厚度的高强度地層，能造成局部的不規則現象。例如在不規則較厚地層中，能形成球狀背脊、背脊塌陷、背脊逆斷層和/或壓縮背脊。另一方面，在異常薄的地層則石香肠构造或其它延伸構造。